# Apogon leptocaulus
 Apogon leptocaulus és una espècie de peix de la família dels apogònids i de l'ordre dels perciformes.

## Morfologia
Els mascles poden assolir els 6 cm de longitud total.

## Distribució geogràfica
Es troba a l'Atlàntic occidental: des del sud de Florida (Estats Units) fins a Belize i les illes del sud del Carib.